# Michael Hübler (Mediziner)
Michael Hübler (* 1962) ist ein deutscher Herzchirurg.
Zu seinen Schwerpunkten gehören die komplexe und rekonstruktive Kinderherzchirurgie, die Transplantationschirurgie und die Implantation von Kunstherzsystemen bei Erwachsenen und bei Kindern. Er hat bisher über 10.000 Herzoperationen sowie über 250 Herz- und Herz/Lungen-Transplantationen sowohl bei Kindern als auch bei Erwachsenen durchgeführt. 2015 transplantierte er erstmals in der Schweiz erfolgreich ein Spenderherz bei einem 3 Wochen alten Mädchen. Hübler wirkte 25 Jahre lang am Deutschen Herzzentrum Berlin, war sieben Jahre lang Chef der Kinderherzchirurgie am Kinderspital Zürich, und leitet seit Anfang 2021 die neu gegründete Klinik und Poliklinik für Kinderherzmedizin und Erwachsene mit angeborenen Herzfehlern am Universitätsklinikum Hamburg-Eppendorf. Er hat außerdem eine Professur für Kinderherzchirurgie und Chirurgie angeborener Herzfehler an der Universität Hamburg inne.

## Leben
Michael Hübler erlangte 1981 das deutsche Abitur am Gymnasium Albstadt-Ebingen und 1983 zusätzlich die Schweizer Matura an der Universität Zürich. Von 1982 bis 1983 diente er in der Luftwaffe der deutschen Bundeswehr. Die Ausbildung zum Humanmediziner durchlief er von 1983 bis 1989 an der Universität Duisburg-Essen. Von 1989 an arbeitete er als Herzchirurg in der Abteilung für Herz-, Thorax- und Gefäßchirurgie am Deutschen Herzzentrum Berlin. Von 1997 bis 1998 erfolgte seine Spezialisierung auf Kinderherzchirurgie am Hôpital Marie Lannelongue in Paris. Anschließend leitete er die Abteilung für Chirurgie angeborener Herzfehler am Deutschen Herzzentrum Berlin, wo er ab 2009 auch als stellvertretender Klinikdirektor wirkte.
Am 1. Juli 2012 wurde er als Nachfolger von René Prêtre zum Chefarzt der Abteilung für Kinder-Herzchirurgie des Kinderspitals Zürich ernannt und zum außerordentlichen Professor für Kinderherzchirurgie an die Universität Zürich berufen. Im November 2018 kündigte ihm das Kinderspital Zürich per Ende Januar 2020 und stellte ihn bis dahin frei. Da die Anstellung am Kinderspital gekoppelt war mit der außerordentlichen Professur an der Universität Zürich, kündigte ihm die Universität das Arbeitsverhältnis. Hübler ging gegen die Entlassung vor, das Zürcher Verwaltungsgericht wies seine Beschwerde 2020 ab. Das Urteil ist nicht rechtskräftig. Bis Januar 2021 blieb er weiterhin Professor an der Universität Zürich und war in der Kunstherz-Forschung tätig. Am 1. Februar 2021 wurde er zum W3-Professor für Kinderherzchirurgie und Chirurgie angeborener Herzfehler an der Universität Hamburg und zum Leiter der neu gegründeten Klinik und Poliklinik für Kinderherzmedizin und Erwachsene mit angeborenen Herzfehlern am Universitätsklinikum Hamburg-Eppendorf (UKE) berufen. Er leitet die Klinik gemeinsam mit dem W2-Professor für Kinderkardiologie Rainer Kozlik-Feldmann.
Michael Hübler ist mit der deutschen Herzchirurgin Samira Hübler verheiratet.

## Humanitäre Missionen
Michael Hübler unterstützt seit 2006 den Verein Herzenskinder e.V. mit humanitären Einsätzen in Asien, Afrika und Europa. Bis heute operiert er regelmäßig, gemeinsam mit seiner Frau Samira Hübler, herzkranke Kinder in Casablanca (Marokko). Unterstützt wird er hierbei auch vom deutschen Schauspieler Lars Eidinger, dessen Tochter er 2007 operiert hatte und der bereits mehrere Benefiz-Aufführungen (u. a. den „Hamlet“) zu Gunsten der humanitären Missionen an der Schaubühne gespielt hatte.

## Ehrungen und Auszeichnungen
- 2011 wurde Hübler die Ehren-Professur der Medizinischen Fakultät Woronesch (Russland) verliehen.[25]